# Колобраро
Колобраро (итал. Colobraro) је насеље у Италији у округу Матера, региону Базиликата.
Према процени из 2011. у насељу је живело 1209 становника. Насеље се налази на надморској висини од 618 м.

## Становништво
| 1951. | 1961. | 1971. | 1981. | 1991. | 2001. | 2011. |
| ----- | ----- | ----- | ----- | ----- | ----- | ----- |
| 2.966 | 2.772 | 2.338 | 2.049 | 1.756 | 1.535 | 1.342 |